# جعفرآباد سفلی (دلفان)
جعفرآباد سفلی، روستایی از توابع بخش مرکزی شهرستان دلفان در استان لرستان ایران است.

## جمعیت
این روستا در دهستان میریگ شمالی قرار دارد و براساس سرشماری مرکز آمار ایران در سال۱۴۰۰، جمعیت آن ۲۰۰ نفر (۴۲خانوار) بوده‌است.